# Anoa nizinny
Anoa nizinny (Bubalus depressicornis) – gatunek ssaka kopytnego z rodziny krętorogich. Mały bawół zamieszkujący endemicznie nizinne rejony wyspy Sulawesi w Indonezji. Blisko spokrewniony z anoa górskim. Zwierzę podobne z wyglądu jest do bawołu domowego. Osiąga wysokość w kłębie do 86 cm oraz długość ciała do 180 cm. Masa ciała wynosi 90-225 kg. Zamieszkuje głównie tereny leśne. Rogi dochodzą u samców do 30 cm długości, natomiast u samic do 25 cm. Zwierzę zagrożone jest wyginięciem. W Czerwonej księdze gatunków zagrożonych Międzynarodowej Unii Ochrony Przyrody i Jej Zasobów został zaliczony do kategorii EN (zagrożony wyginięciem).